# Honda NX 125 Transcity
Honda NX 125 Transcity – lekki motocykl kategorii enduro. Produkowany przez Hondę, od 1988 do 1999 w dwóch generacjach: JD09 i JD12.
Motocykl bazował na modelu XL125R (JD04), a także na  AX-1 (w Europie NX 250), oraz na NX 650. Wszystkie te motocykle łączy ich przeznaczenie, które równoważy zalety konwencjonalnych motocykli szosowych i motocykli terenowych. 
Motocykl wyposażony był w znany i sprawdzony 4-suwowy 1- cylindrowy silnik chłodzony powietrzem, który występował m.in. w XL125R, CB125JX i TL125, a jego konstrukcja silnika sięga roku 1975. Silnik ten z drobnymi modyfikacjami produkowany jest do dziś zarówno przez Hondę jak i jest chętnie kopiowany przez chińskie fabryki. W przeciwieńtwie do poprzednika (XL125R) zrezygnowany z rozruchu za pomocą kopniaka na rzecz rozrusznika elektrycznego. Tak samo jak poprzednik, wyposażony był jednak w elektronicznie sterowany zapłon CDI.
Był to najmniejszy motocykl z serii NX znanej szerzej jako Dominator, jednak ten dostał przydomek Transcity, który dobrze opisuje jego przeznaczenie. Konstrukcja motocykla nastawiona była głównie na uniwersalność i łatwość obsługi. Pierwszą cechę uzyskano dzięki typowej dla motocykli dual-sport konstrukcji: wysoki prześwit, duży skok zawieszenia, przednie koło 21" i oponom 50/50. Drugą cechę dzięki prostemu silnikowi o małym zużyciu paliwa i elektrycznemu starterowi. Dzięki swojej konstrukcji motocykl dobrze radzi sobie na drogach utwardzonych, jak i w umiarkowanym terenie. 
Nadwozie zbudowano na bazie stalowej ramy typu diamond, wyposażonej w zawieszenie z pojedynczym elementem resorująco-tłumiącym Prolink i przednim widelcem teleskopowym z tłumieniem hydraulicznym. Pojazd wyposażono w koła szprychowe przystosowane do ogumienia dętkowego.
Podobnie do większych modeli z serii NX, NX 125 wyposażony był w częściowe owiewki zakrywające główkę ramy i zbiornik paliwa, a także w błotnik umieszczony na dolnych lagach widelca. Zamontowano także niewielki bagażnik z tyłu motocykla, oraz dolną osłonę silnika z tworzywa sztucznego
Model ten był produkowany i sprzedawany nie tylko w Japonii, ale także w wersjach eksportowych za granicą, ale jedynym malowaniem na rynek japoński było białe nadwozie z niebieskim siedziskiem.

## Różnice modelowe
Wersje JD09 i JD12 różniły się od siebie nieznacznie wyglądem, a ze względu na inny rynek i kraje produkcji także konstrukcją i użytymi częściami. JD09 produkowana była w Japonii i Stanach Zjednoczonych w latach 1988-1993. Podsiadała niepełną owiewkę zbiornika paliwa, węższe opony i tylne koło 18". Wyposażona była gaźnik Keihin PD52 i tylko w wersji na rynek USA w hamulce bębnowe na obu osiach.
JD12 produkowana była we Francji i Włoszech od 1989 do 1999 roku. Różniła się od poprzedniczki pełnymi owiewkami zbiornika paliwa, szerszymi oponami obydwóch kół, mniejszą średnicą tylnej obręczy, wyglądem tylnego wahacza, a także układem zasilania paliwem. W tym modelu zastosowano gaźnik Dellorto PHBL 24 CS z pompą przyspieszacza. Europejski model wyposażany był zawsze w hamulec tarczowy przedniego koła i bębnowy z tyłu.

## Ocena w Japonii
Początkowy plan sprzedaży zakładał sprzedaż 1500 sztuk rocznie, jednak sytuacja niekoniecznie była korzystna z następujących powodów.
- Krajowa produkcja małych motocykli osiągnęła szczyt w latach 60., a od lat 70. XX wieku, ze względu na bogacenie się społeczeństwa, klienci zaczęli tracić nią zainteresowanie.
- Wraz z zmianą prawa w 1975 roku, zmianie uległy klasyfikacje prawa jazdy. Motocykle klasy 125 straciły rynek wśród młodych ludzi. Podobne zmiany zachodziły również w Europie.
- Choć był to motocykl typu dual-sport, który zastąpił serię XL, rynek nie rozumiał koncepcji, która kładła nacisk na wygodę użytkowania w życiu codziennym. Ponadto na początku produkcji w modelu tym występowały częste problemy z pęknięciami ramy i nie było drobnych zmian w japońskich specyfikacjach krajowych.

## Zakończenie produkcji
Produkcję w Japonii zakończono w 1993 r. pełną zmianą modelu na XLR125R typu JD16. Wersja zagraniczna była produkowana do 1999 r. We Francji został zastąpiony, od 1998 roku, przez model CLR 125 CityFly, który sprzedawany był do 2003 roku.
Od 2003 do 2006 roku produkowana była druga generacja Hondy NX 125, była dostępna tylko w Meksyku, Ameryce Łacińskiej i Ameryce Południowej. Wykorzystywała bliźniaczy silnik z układem rozrządu OHV, a także posiadała nowocześniejszą stylistykę.

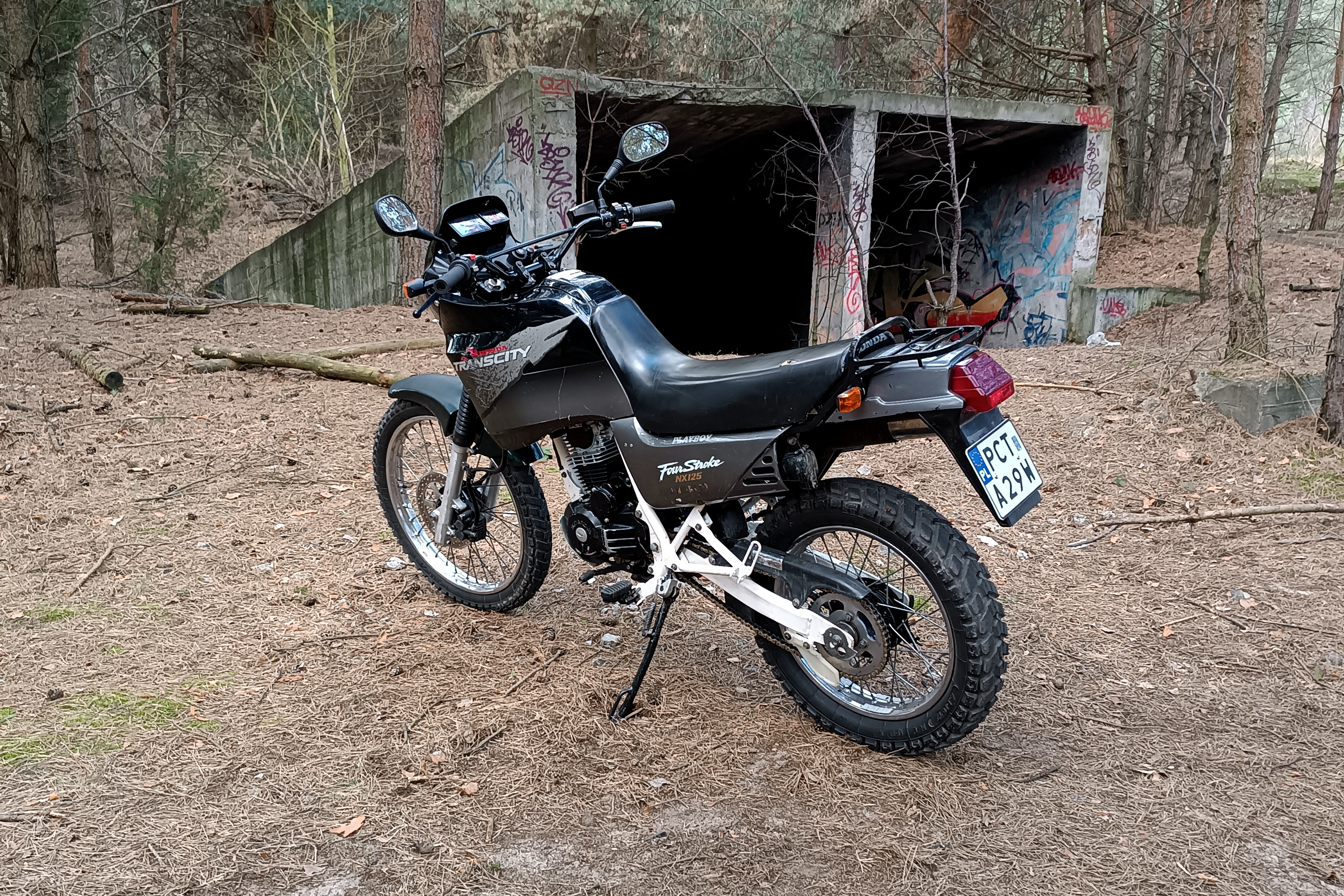
Honda NX 125 Transcity JD12

## Dane techniczne
- Typ silnika: chłodzony powietrzem, 4-suwowy, 1-cylindrowy SOHC
- Pojemność: 124 cm³
- Układ zasilania: gaźnik (z pompą przyspieszacza w Europie)
- Maks. moc: 12,5 KM / 9000 obr./min
- Maks. moment obrotowy: 12 Nm / 7000 obr./min
- Przeniesienie napędu: Łańcuch (428 O-Ring)
- Przełożenie napędu: 16/40
- Liczba biegów: 6
- Pojemność zbiornika paliwa: 9,5 litrów
- Prędkość maksymalna: ok. 100 km/h
- Zawieszenie: Przód - widelec teleskopowy ∅35 mm, skok 204 mm; Tył - monoshock Prolink, skok 180 mm
- Hamulce: Przód - pojedyncza tarcza ∅240 mm; Tył - bębnowy ∅110 mm
- Akumulator: 12V 9Ah